# Missioni giapponesi nella Cina imperiale

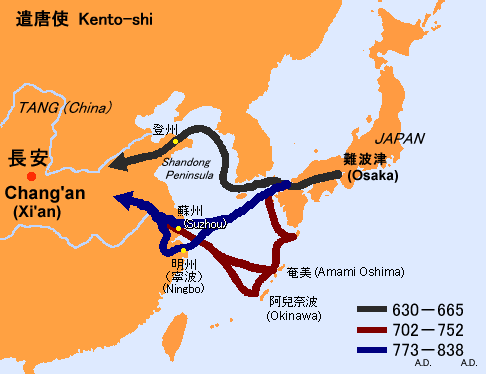
Possibili rotte delle navi dell'ambasciata verso la dinastia Tang

Le missioni giapponesi nella Cina imperiale erano ambasciate diplomatiche inviate periodicamente dal Giappone verso la corte imperiale cinese. Ogni distinzione tra i diplomatici inviati dalla corte giapponese o da uno qualsiasi degli shogunati giapponesi si perdeva o diventava irrilevante quando l'ambasciatore veniva ricevuto nella capitale cinese.
Esistono documenti che documentano missioni in Cina tra il 607 e l'839 (una missione pianificata per l'894 fu annullata). La composizione di queste missioni imperiali comprendeva membri dell'aristocrazia kuge e monaci buddisti. Queste missioni portarono all'introduzione della cultura cinese in Giappone, compresi i progressi nelle scienze e nella tecnologia. Questi incontri diplomatici diedero origine a una serie di scuole di Buddismo in Giappone, tra cui lo Zen.
Dal punto di vista sinocentrico della corte cinese di Chang'an, le numerose ambasciate inviate da Kyoto vennero considerate tributarie della Cina imperiale, ma non è chiaro se i giapponesi condividessero questa visione.

Sembra che la Cina abbia preso l'iniziativa di avviare le relazioni con il Giappone. L'imperatore Sui Yangdi inviò un messaggio nel 605 che recitava:
"Il sovrano di Sui chiede rispettosamente notizie del sovrano di Wa."
 La corte dell'imperatrice Suiko rispose sponsorizzando una missione guidata da Ono no Imoko nel 607. Un messaggio portato da quella missione, che si ritiene sia stato scritto dal principe Shōtoku, contiene il primo esempio noto di scritto in cui l'arcipelago giapponese viene indicato con un termine che significa "terra del sol levante". Il saluto recita, in parte:
"Dal sovrano della terra del sol levante (hi izuru tokoro) al sovrano della terra del sol tramontante." 
Le Missioni giapponesi nella Cina Sui (遣隋使?, Kenzui-shi) includevano rappresentanti inviati a studiare governo e tecnologia.
Le Missioni giapponesi nella Cina Tang (遣唐使?, Kentō-shi) sono le più note; ne furono completate 19. Era stata pianificata una ventesima missione per l'894 (Kanpyō 6, 8° mese), che comprendeva la nomina degli ambasciatori. Tuttavia, poco prima della partenza, la missione venne interrotta dall'imperatore Uda a causa di segnalazioni di condizioni instabili in Cina.  La decisione dell'imperatore fu influenzata dai consigli persuasivi di Sugawara no Michizane.

## Inviati alla corte Sui
Gli inviati giapponesi alla corte Sui furono ricevuti come ambasciatori:
- 607: la prima missione diplomatica fu guidata dal primo ambasciatore del Giappone in Cina. Questo inviato giapponese, Ono no Imoko, aveva il titolo di kenzuishi.[7] La delegazione fu ricevuta nella Corte Imperiale.[8]
- 608: Ono no Imoko guida un'ambasciata di ritorno in Cina.[8] Questa missione includeva altre due con il titolo kenzushi: Takamuko no Kuromaro (no Genri)[9] e Minabuchi no Shōan.[10] Kuromaro e Shōan, insieme al monaco buddista Sōmin[11] rimasero in Cina per 32 anni prima di ritornare in Giappone.

## Inviati alla corte Tang
Gli inviati giapponesi alla corte Tang furono ricevuti come ambasciatori: tre missioni alla corte Tang furono inviate durante il regno dell'imperatore Kōtoku. La missione pianificata dall'imperatore Kanmu alla corte Tang nell'804 (Enryaku 23) includeva tre ambasciatori e diversi sacerdoti buddisti, tra cui Saichō (最澄?)  e Kūkai (空海?), ma l'impresa fu rimandata fino alla fine dell'anno. Gli ambasciatori ritornarono a metà dell'805 (Enryaku 24, 6° mese) ed erano accompagnati dal monaco Saichō, conosciuto anche con il nome postumo Dengyō Daishi (伝教大師?), i cui insegnamenti si sarebbero sviluppati come scuola Tendai del buddismo giapponese.  Nell'806 (Daidō 1, 8° mese), il ritorno del monaco Kūkai, noto anche postumo come Kōbō-Daishi (弘法大師?), segna l'inizio di quella che si sarebbe sviluppata come scuola Shingon del Buddhismo giapponese.
Nell'834 l'imperatore Ninmyō nominò nuovi ambasciatori in Cina, ma la missione fu rimandata.
- 836–839: La missione fu posticipata da un tifone; ma gli ambasciatori alla fine si recarono alla corte Tang, tornando nell'839 con una lettera dell'imperatore Tang Wenzong.[15]

In Cina, dopo la fine della dinastia Tang e il successivo periodo di disunione durante il periodo delle Cinque Dinastie e dei Dieci Regni, emerse una dinastia Song, confuciana stabile e conservatrice. In quel periodo, nonostante i viaggi in Cina fossero generalmente sicuri, i sovrani giapponesi ritenevano che ci fosse poco da imparare dai Song e quindi non vi furono importanti missioni diplomatiche.

### Adottare i modelli Tang
L'antico Giappone era chiamato Wa e aveva una cultura primitiva rispetto alla cultura Tang . I Tang si riferivano ai Wa come 東夷 (barbari orientali).
Dal 630 in poi, Wa inviò grandi gruppi di monaci, studenti e funzionari governativi, fino a 600 persone ogni volta, nella capitale Tang di Chang'an per apprendere le allora avanzate tecnologie di produzione, il sistema sociale, la storia, la filosofia, le arti e l'architettura. Tra i numerosi elementi adottati da Wa si hanno:
- sistema politico Tang
- Heian-kyō, la nuova capitale giapponese, fu fondata nel 794 e la sua pianta seguiva una griglia simile a quella di Chang'an, la capitale Tang.[16]
- molti caratteri cinesi Han (漢字) furono presi in prestito dalla civiltà Tang per costruire la cultura giapponese.
- il dress code Tang (conosciuto oggi come Wafuku 和服) e le abitudini alimentari erano la moda che veniva imitata e resa popolare

## Inviati alla corte Ming
Gli inviati giapponesi alla corte Ming vennero ricevuti come ambasciatori.
- 1373-1406 (Ōan 6 – Ōei 13): ambasciate tra Cina e Giappone.[18]
- 1397 (Ōei 4, 8° mese): un ambasciatore imperiale viene inviato dall'imperatore Go-Komatsu alla corte Ming.[19]
- 1401 (Ōei 8): Ashikaga Yoshimitsu invia una missione diplomatica in Cina come primo passo provvisorio per la ripresa del commercio tra il Giappone e la cina Ming. La lettera diplomatica formale consegnata all'imperatore della Cina era accompagnata da un dono di 1000 once d'oro e diversi oggetti.[20]
- 1402 (Ōei 9): Yoshimitsu riceve una lettera dall'imperatore cinese Jianwen; questa comunicazione formale attribuisce erroneamente il titolo di "re del Giappone" allo shōgun giapponese.[21]

## Inviati alla corte Qing
Durante l'isolamento autoimposto dal Giappone nel periodo Edo (1603-1868), le relazioni vicarie del Giappone con la Cina si svilupparono attraverso l'intermediazione del Regno di Ryukyu. La visione del Giappone sulle relazioni esterne al tempo era ambivalente.
- 1853 (Kaei 6): Hayashi Akira completa Tsūkō ichiran. L'opera fu creata su ordine del bakufu per compilare e modificare documenti relativi al commercio e alla diplomazia dell'Asia orientale; ad esempio, include una descrizione dettagliata di un'ambasciata tributo delle Ryūkyū alla corte cinese Qing a Pechino.[22]